# Michel Hénon
Michel Hénon est un mathématicien et astronome français né le 23 juillet 1931 à Paris et mort à Contes le 7 avril 2013. Il a effectué sa carrière à l'Institut d'Astrophysique de Paris, puis à l'observatoire de Nice.

## Biographie
En astronomie, Michel Hénon est connu pour ses contributions dans le domaine de la dynamique stellaire, et pour l'étude de l'évolution des anneaux de Saturne. À la fin des années 1960 et au début des années 1970, il s'implique dans la dynamique des amas d'étoiles, en particulier des amas globulaires. Il développe une technique numérique utilisant la méthode de Monte Carlo pour suivre la dynamique d'un amas globulaire sphérique plus rapidement qu'avec la méthode à N corps. Il a travaillé avec Évry Schatzman et André Brahic, en particulier sur les supernovæ, la théorie du chaos, la dynamique des galaxies, les anneaux planétaires et la formation du système solaire.
En mathématiques, il est connu pour l'attracteur de Hénon, un système dynamique à temps discret : c'est l'un des systèmes dynamiques ayant un comportement chaotique les plus étudiés.
Les retombées des travaux de Michel Hénon dans le domaine du système
solaire, la dynamique des galaxies et les anneaux planétaires ont
suscité de nombreux autres travaux par ses disciples et avec ses
collaborateurs.
Ancien élève de l'École normale supérieure, il a effectué toute sa carrière au CNRS.
Michel Hénon a publié un ouvrage en deux tomes sur le problème restreint à trois corps. 
Il a utilisé l'application de Poincaré dans l'étude des mouvements stellaires dans une galaxie : le chemin emprunté par une étoile, lorsque projeté sur un plan, a l'apparence d'un désordre chaotique, tandis que l'application de Poincaré en montre la structure plus clairement.

## Distinctions
Prix Jean-Ricard en 1978
Chevalier de la Légion d'honneur (mars 1989) 